# Niks is heilig
Niks is heilig is een lied van de Nederlandse zangeres Maan. Het werd in 2021 als single uitgebracht.

## Achtergrond
Niks is heilig is geschreven door Maan de Steenwinkel, Jan Tekstra, Catalina Schweighauser, Niels Zuiderhoek, Stefan van Leijsen en Sasha Rangas en geproduceerd door Niels Zuiderhoek en The Companions. Het is een nederpoplied waarin de zangeres zingt over haar "veilige plekje" in haar eigen gedachten. De zangeres vertelde dat zij, zeker als bekend persoon, altijd onder een vergrootglas staat en dat de dingen die zij doet dikwijls worden vastgelegd op (sociale) media. Ze kan dus ook niet altijd zeggen en doen wat ze denkt, behalve in haar eigen hoofd. Ze vertelde dat dit deze enige plek is waar anderen niks van weten, waar haar eigen weten zijn en ze geen filter heeft. Het was voor Maan haar eerste solonummer van 2021, waar ze eerder de samenwerkingsliedjes Als ik je weer zie, Blijven slapen en Nee is nee uitbracht.

## Hitnoteringen
De zangeres had succes met het lied in de Nederlandse hitlijsten. In de Top 40 piekte het op de vijftiende plaats en was het acht weken te vinden. Het kwam tot de veertigste plaats van de Single Top 100. Het stond tien weken in deze hitlijst.